# Les Septvallons
Les Septvallons è un comune francese di nuova costituzione nell'Alta Francia, dipartimento dell'Aisne, arrondissement di Soissons, costituito il 1º gennaio 2016 con la fusione dei  comuni di Glennes, Longueval-Barbonval, Merval, Perles, Révillon, Vauxcéré e Villers-en-Prayères.